# Foetus (groupe)
Pour l’article homonyme, voir Fœtus.
Foetus est un groupe (ou one-man band) australien de musique industrielle, originaire de Melbourne. Formé en 1978 par James George « J.G. » Thirwell, le groupe est principalement actif du début des années 1980 au milieu des années 2010.

## Histoire
Foetus est formé en 1978 comme one-man band par James George « J.G. » Thirwell. Thirlwell est né le 29 janvier 1960 à Melbourne, en Australie. C'est à son arrivée à Londres, au Royaume-Uni qu'il conçoit Foetus.
Dans les débuts du groupe, le nom varie à chaque album, comportant comme constante le terme Foetus comme You've Got Foetus on Your Breath, Scraping Foetus Off the Wheel, Foetus Interruptus, Foetus Corruptus, mais bien d'autres ont été utilisés. Après 1995, le nom crédité sur les albums se trouve régulièrement réduit à Foetus.  J.G. Thirlwell, à la fois musicien multi-instrumentiste, compositeur, arrangeur, producteur et chanteur, compose la chanson Wings Off Flies de son compatriote Nick Cave, et travaille avec lui en studio en 1983 pour l'album From Her to Eternity, qui sort en juin de l'année suivante, en 1984.
Dans ses projets suivants, il prend en charge l'organisation du groupe dont il varie les musiciens selon ses besoins. J.G.Thirlwell contribue à diverses productions et collaborations dans les milieux musicaux new-yorkais, notamment avec Lydia Lunch sous le nom de Clint Ruin, et avec Marc Almond, Cranes, Nine Inch Nails et Marilyn Manson.
Après la sortie de l'album Thaw, en 1988, enregistré sous le nom de Foetus Interruptus), Thirlwell forme Foetus Corruptus avec des membres de Swans, Hugo Largo, et Unsane ; le « bootleg officiel » Rife (1989) et l'album Male (1990) -- crédités sous le nom de Foetus in Excelsis Corruptus Deluxe -- documentent les concerts du groupe. Avec l'album Gash, publié en 1995, Thirlwell entre dans la ligne de mire d'importants labels grâce à sa signature avec Sony Music ; sera alors publié l'EP Null and Void, puis Thirlwell prendra le simple nom de Foetus. En 1997, Foetus Symphony Orchestra's York (First Exit to Brooklyn), avec Lydia Lunch, est édité au label Thirsty Ear.
En 2001 sort l'album Flow (sous le simple nom de Foetus). En 2010 sort l'album Hide.

## Style musical
Le style musical de Foetus est très variée de par les instruments utilisés dans chaque morceau. On y trouve aussi bien du jazz, du blues, du heavy metal que de la musique classique ou de la chanson populaire, souvent avec une bonne dose de lyrisme guerrier. Les constructions sont toujours très complexes et montrent une grande maîtrise du son, ainsi qu'une grande culture rock. On notera des reprises de Sensational Alex Harvey Band, des Beatles, de Blue Öyster Cult.
Les paroles de ses morceaux peuvent être pris en exemple pour représenter un des aspects poétiques caractéristiques du courant industriel. Le morceau chanté en français Mon agonie douce (sur l'album Love) permet aux francophones d'appréhender une certaine poésie « industrielle ». Les paroles montrent une certaine violence ainsi qu'une fascination pour la mort. Quelque titres sont évocateurs: Enter the Exterminator, The Throne of Agony, Descent into the Inferno, et le titre A Prayer for my Death (sur l'album Thaw) apparaît comme une apothéose de cet axe morbide. La version en concert (sur l'album Rife), moins sombre et moins élaborée, offre en revanche un échantillon de l'énergie et de la violence que le groupe peut dégager sur scène.

## Discographie
- 1981 : Deaf!
- 1982 : Ache
- 1984 : Hole
- 1984 : Finely Honed Machine / Sick Minutes
- 1985 : Nail
- 1986 : Violent Silence (Fœtus & Marc Almond)
- 1987 : Ramrod / Boxhead / Smut
- 1987 : Stink Fist (Clint Ruin + Lydia Lunch)
- 1987 : Bedrock', 1987
- 1988 : Thaw
- 1989 : Rife
- 1990 : Sink
- 1990 : Butterfly Potion / Your Salvation / Free James Brown
- 1991 : Male (Live At Cbgb 3 Nov 1990)
- 1991 : Don't Fear The Reaper / Clinch / Serpentine / Why Don't We Do It (Clint Ruin + Lydia Lunch)
- 1995 : Gash
- 1996 : York
- 1996 : Boil
- 1997 :  Null and Void
- 2001 : Blow
- 2001 : Flow
- 2005 : Love
- 2006 : Damp
- 2007 : Vein
- 2010 : Hide
- 2013 : Soak